# الكسندر أليسون
الكسندر أليسون (بالإنجليزية: Alexander Allison)‏ هو سياسي أمريكي، ولد في 1799، وتوفي في 1862.